# Hespérides

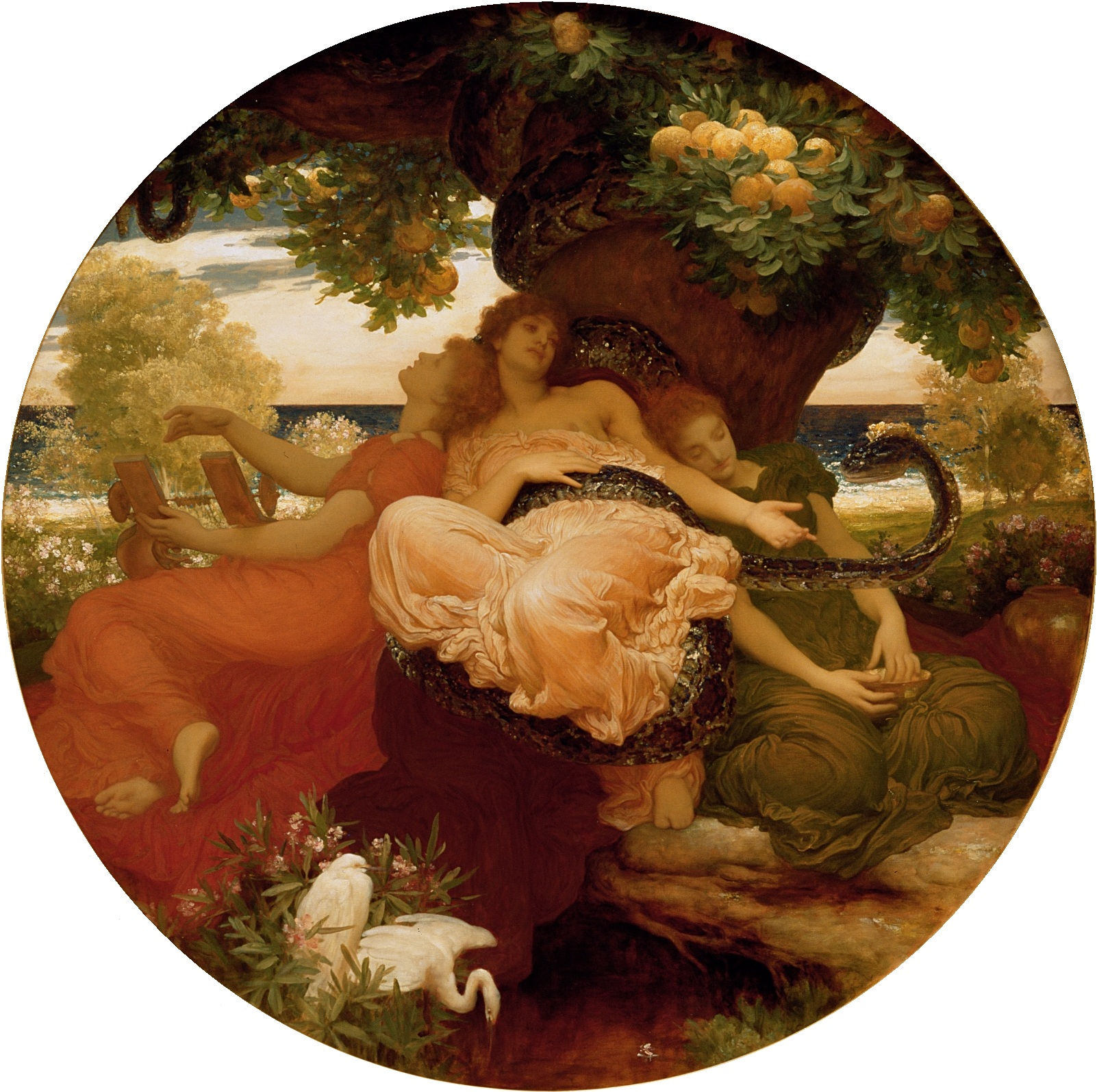
El jardín de las Hespérides de Frederic Leighton (1892).

En la mitología griega, las Hespérides (en griego antiguo: Ἑσπερίδες, latín: Hesperĭdes) eran las ninfas que cuidaban un maravilloso jardín en un lejano rincón de occidente. 
La tradición mayoritaria situaba dicho jardín cerca de la cordillera del Atlas en el norte de África, al borde del río Océano que circundaba el mundo: 

«Hesíodo dice que estas Hespérides, Egle, Eritea y Hesperetusa, hijas de la Noche, tenían manzanas de oro al otro lado del río Océano».
Servio, sobre Virgilio, Eneida, IV, 48, 4.

Tardíamente se las denomina como ‘ninfas pastorales’ por su relación con las manzanas.
En otras versiones, las Hespérides estaban en Tartessos, un lugar situado en el sur de la península ibérica. Apolonio de Rodas, por su parte, situaba el jardín cerca del lago Tritón, en Libia.
En la época romana, el «Jardín de las Hespérides» había perdido su lugar en la religión, reduciéndose a una convención poética, forma en la que fue resucitado en la poesía renacentista, para aludir tanto a un jardín como a las ninfas que moraban allí.

## Ascendencia, número y nombres
En cuanto a su ascendencia las Hespérides no tienen ni mucho menos una tradición fija. Pueden ser descritas como hijas de Nix (sin unión), de Érebo y Nix, de Atlas y Hésperis, de Atlas (sin especificar consorte), de Héspero, de Zeus y Temis, de Forcis y Ceto o bien de Océano y Gea (en este caso identificándose con las Harpías).
Normalmente las Hespérides eran tres en número, como otras tríadas «griafas» (las Cárites o las Moiras). «Como las propias Hespérides son meros símbolos de los dones que encarnan las manzanas, no pueden ser actores en los dramas humanos. Sus nombres abstractos e intercambiables son un síntoma de su impersonalidad», señaló Evelyn Harrison. Solo una fuente las hace cuatro en número.
Sobre los nombres individuales de cada ninfa, tampoco hay consenso. Unos dicen que se llaman Egle, Eritea y Hesperetusa (o Hesperetoosa) de ojos de vaca; otros que Egle, Eritía, Hesperia y Aretusa; o bien Héspere, Eriteide y Egle (convertidas, respectivamente, en álamo, olmo y sauce); o Egle, Hesperia y Érica; o incluso Astérope, Crisótemis y Lípara.
Las diferentes fuentes nos dan diversos nombres individuales para denominar a las ninfas; pero en general se puede apreciar que llevan nombres parlantes, con variantes que se pueden reducir a tres nombres bien diferenciados: Egle («brillo» o «esplendor»), Eritía («tierra roja», y de ahí «occidente») y Héspere («atardecer»). Fuera de las fuentes mitográficas también aparecen tres nombres en una escena de la apoteosis de Heracles/Hércules en una hidria del siglo V de Midias, actualmente en Londres.

## Ninfas del atardecer
A veces se las llamaba «doncellas de occidente», «hijas del atardecer» o Eritreas (Erythrai), «diosas del ocaso», todas ellas designaciones aparentemente ligadas a su imaginada situación en el distante oeste. Hésperis es apropiadamente la personificación del atardecer (como Eos es la del amanecer) y la estrella vespertina es Héspero. Además de cuidar del jardín, se decía que obtenían gran placer al cantar. De hecho los poetas las suelen denominan como de «voces cantarinas» o «melodioso canto».
Acerca de la filiación de las Hespérides, no hay una tradición firme al respecto, y sus genealogías son establecidas mediante la asociación. En general hay dos versiones que se mantienen más estables. Ya que al atardecer le sigue a la noche, se las imaginó como hijas vespertinas de Nicte, de la misma forma que Eos, en el más lejano este, la Cólquida, era la hija del titán solar Hiperión. La otra versión las asocia con Atlante, padre de las ninfas astrales, o con el propio Héspero (siendo entonces "Hespéride" un patronímico).

## Eritía
Eritía (‘la roja’) era una de las Hespérides. Este nombre también se aplicaba a la isla cercana a la costa del sur de Hispania que fue la ubicación de la colonia púnica original de Gades (actual Cádiz). Plinio el Viejo recoge sobre esta isla de Gades: «En el lado que mira hacia Hispania, a unos 100 pasos de distancia, hay otra isla larga, de unas 3 millas de ancha, sobre la que estuvo la ciudad original de Gades. Por Éforo y Filístides es llamada Eritea; por Timeo y Sileno, Afrodisias; y por los nativos, la Isla de Juno.» La isla era el hogar de Gerión, que fue derrotado por Heracles. Eritía también fue la única de sus hermanas que tuvo un hijo de Ares, Euritión; este fue pastor de Gerión.

## El jardín de las Hespérides

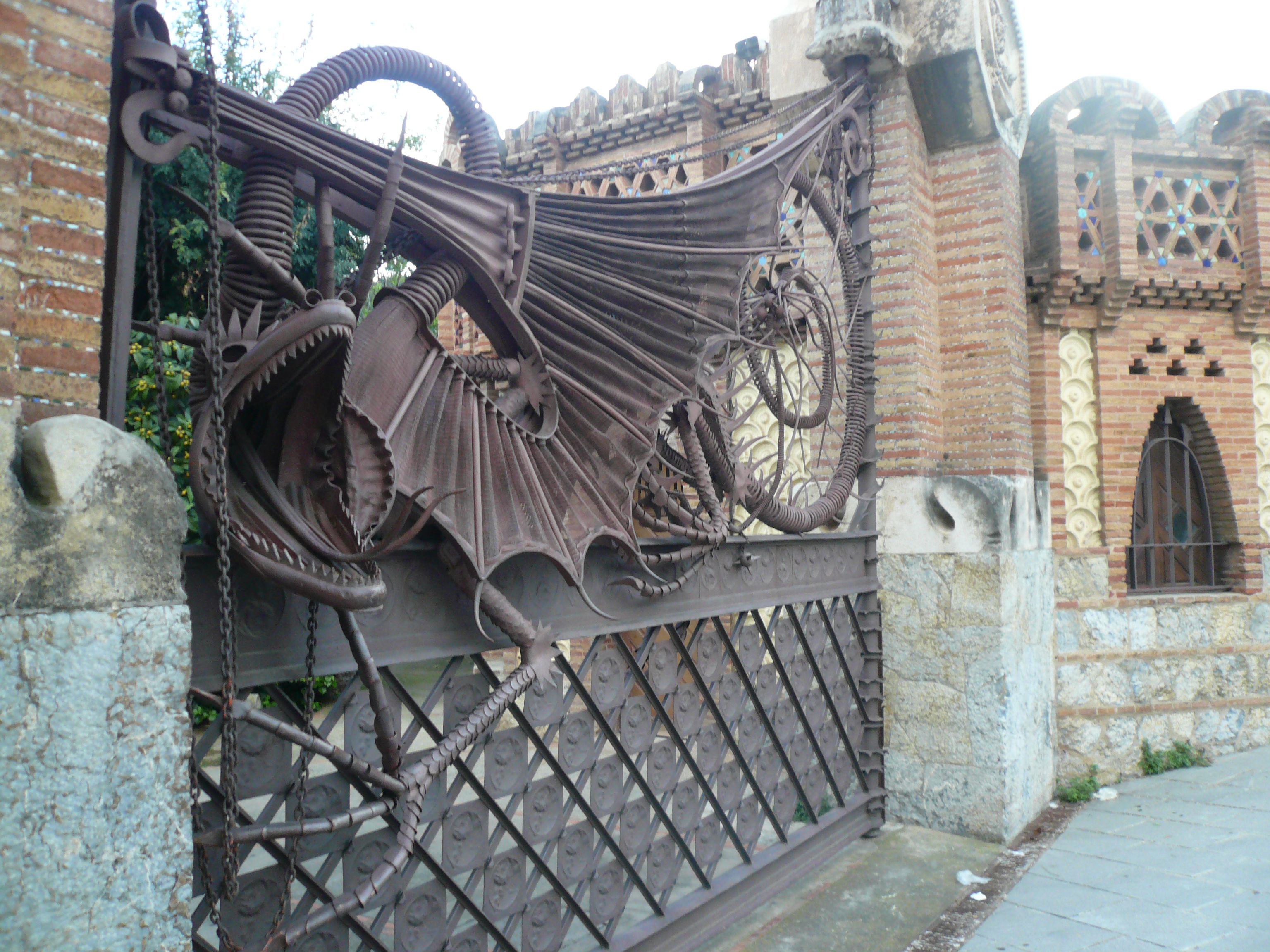
Dragón y puerta del Jardín de las Hespérides en los Pabellones Güell, de Antoni Gaudí (1884-1887).

El jardín de las Hespérides es el huerto de Hera en el oeste, donde un único árbol o bien toda una arboleda daban manzanas doradas que proporcionaban la inmortalidad (equivalentes a los melocotones de la inmortalidad en la mitología china). 
Los manzanos fueron plantados de las ramas con fruta que Gea había dado a Hera como regalo de su boda con Zeus. A las Hespérides se les encomendó la tarea de cuidar de la arboleda, pero ocasionalmente recolectaban la fruta para sí mismas. Como no confiaba en ellas, Hera también dejó en el jardín un dragón de cien cabezas llamado Ladón, como custodio añadido.
Existe cierta controversia en si el jardín era de manzanos o de naranjos. Algunos idiomas —como danés, finlandés, hebreo y ruso— usan palabras de raíz similar para describir ambas frutas, aunque para los europeos meridionales las naranjas se consideran desconocidas hasta bien entrado los siglos X u XI, según Muwaffaq al-Dīn Abd al-Laṭīf al-Baghdādī.

## El undécimo trabajo de Heracles

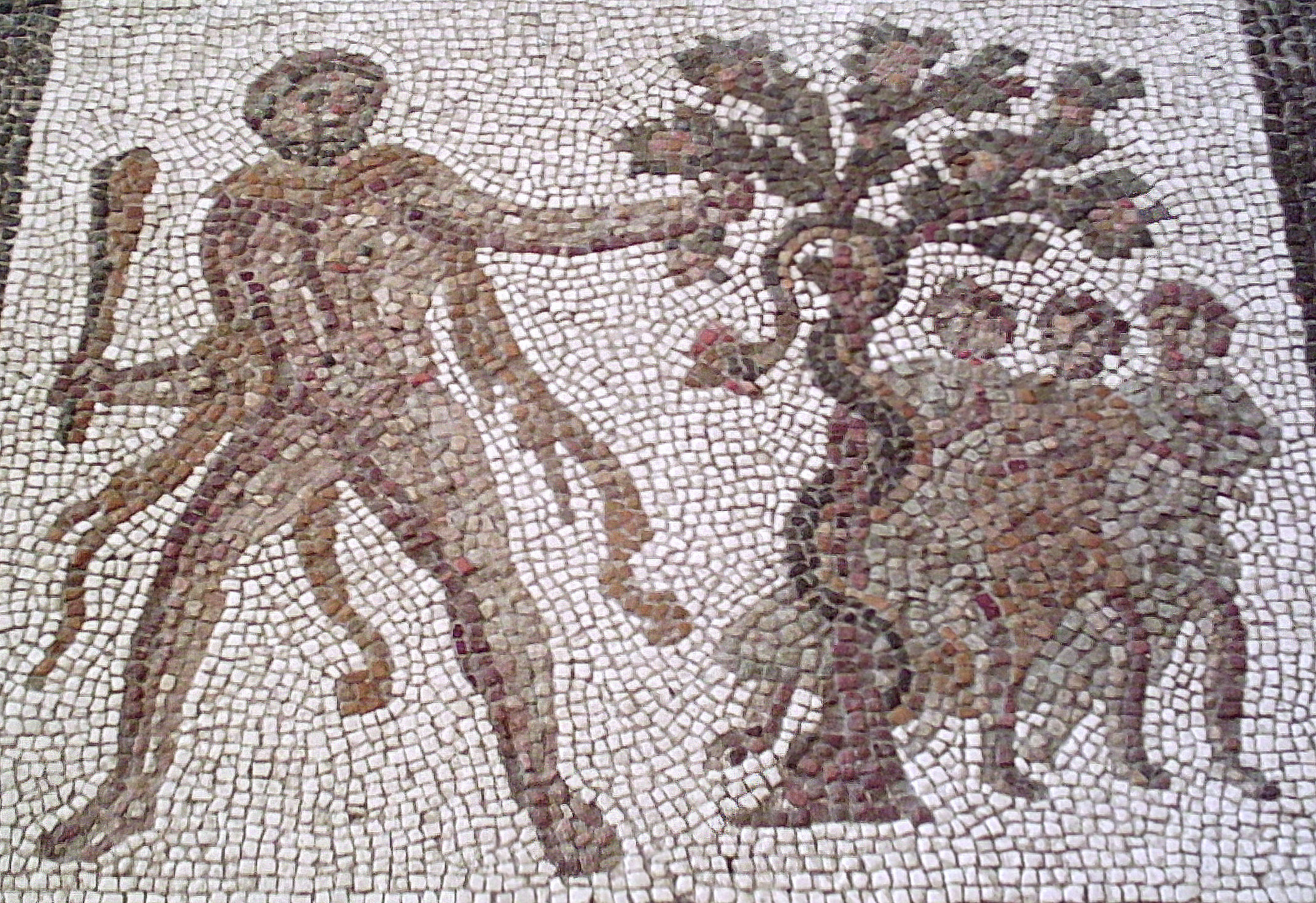
Heracles robando las manzanas del Jardín de las Hespérides. Detalle del mosaico de los trabajos de Hércules de Liria (Valencia), en el M.A.N.

Después de que Heracles completase sus primeros diez trabajos, Euristeo le asignó dos más afirmando que no contaban ni el de la Hidra (porque le había ayudado Yolao) ni el de los establos de Augías (porque fue pagado por él, o porque los ríos hicieron el trabajo). El primero de estos dos trabajos adicionales fue robar las manzanas del Jardín de las Hespérides.
Sin saber el camino, al azar, el héroe marcha a través de Grecia. En Macedonia encuentra a un bandolero: Cicno, hijo de Ares (Marte), al que mata para librar a los viajeros.
Heracles capturó primero al anciano del mar (halios geron), el dios marino que cambiaba de forma, para saber dónde estaba ubicado dicho jardín.
En algunas variantes, Heracles conoce al principio o al final de su trabajo a Anteo, quien era invencible siempre que estuviese en contacto con su madre, Gea, la Tierra. Heracles lo mató sujetándolo en vilo y aplastándolo con un fuerte abrazo. Heródoto afirma que Heracles se detuvo en Egipto, donde el rey Busiris decidió hacer de él su sacrificio anual, pero Heracles rompió sus cadenas.
Llegando finalmente al Jardín de las Hespérides, Heracles engañó a Atlas para que cogiese algunas manzanas de oro, ofreciéndose a sujetar el cielo mientras iba a buscarlas (Atlas podría tomarlas en esta versión porque era el padre de las Hespérides o tenía algún parentesco con ellas). Al volver, Atlas decidió no aceptar los cielos de vuelta, y en su lugar se ofreció a llevar las manzanas a Euristeo él mismo, pero Heracles volvió a engañarlo aceptando quedarse en su lugar a condición de que Atlas sujetase el cielo un momento para ponerse su capa más cómodamente. Atlas accedió, y entonces Heracles tomó las manzanas y se marchó. 
Hay otra variante de la historia en la que Heracles era la única persona que robaba las manzanas (además de Perseo), si bien Atenea las devolvía luego a su lugar correcto en el jardín. Eran consideradas por algunas las mismas «manzanas de dicha» que tentaron a Atalanta, frente a la «manzana de la discordia» usada por Eris para provocar un concurso de belleza en el Olimpo (que terminaría dando lugar a la Guerra de Troya).

## En el Renacimiento
Con el resurgimiento de los elementos clásicos en el Renacimiento, las Hespérides volvieron a su posición destacada, y el propio jardín tomó el nombre de sus ninfas: Robert Greene escribió sobre «el temible Dragón... que vigilaba el jardín llamado Hespérides». Shakespeare insertó la rima cómicamente insistente «is not Love a Hercules, Still climbing trees in the Hesperides» (‘Acaso no es el Amor un Hércules, Siempre subiendo a los árboles de las Hespérides’) en Trabajos de amor perdidos y John Milton mencionó a las «señoras del Hespérides» en El paraíso recobrado, así como también en El paraíso perdido.